# Смокрич
44°23′ пн. ш. 15°43′ сх. д. / 44.38° пн. ш. 15.71° сх. д.
Смокрич (хорв. Smokrić) — населений пункт у Хорватії, в Лицько-Сенській жупанії у складі громади Ловинаць.

## Населення
Населення за даними перепису 2011 року становило 23 осіб.
Динаміка чисельності населення поселення:

## Клімат
Середня річна температура становить 9,04 °C, середня максимальна – 22,63 °C, а середня мінімальна – -6,67 °C. Середня річна кількість опадів – 1158 мм.
| Клімат поселення                              | Клімат поселення | Клімат поселення | Клімат поселення | Клімат поселення | Клімат поселення | Клімат поселення | Клімат поселення | Клімат поселення | Клімат поселення | Клімат поселення | Клімат поселення | Клімат поселення | Клімат поселення |
| Показник                                      | Січ.             | Лют.             | Бер.             | Квіт.            | Трав.            | Черв.            | Лип.             | Серп.            | Вер.             | Жовт.            | Лист.            | Груд.            |                  |
| Середній максимум, °C                         | 6,04             | 7,45             | 10,76            | 14,63            | 19,06            | 22,54            | 22,63            | 22,51            | 18,34            | 14,20            | 9,03             | 5,08             |                  |
| Середня температура, °C                       | −0,32            | 1,09             | 4,40             | 8,28             | 12,71            | 16,18            | 18,36            | 18,23            | 14,07            | 9,93             | 4,75             | 0,80             |                  |
| Середній мінімум, °C                          | −6,67            | −5,27            | −1,96            | 1,92             | 6,35             | 9,84             | 14,07            | 13,95            | 9,78             | 5,64             | 0,47             | −3,48            |                  |
| Норма опадів, мм                              | 87               | 87               | 89               | 96               | 87               | 83               | 56               | 72               | 113              | 126              | 145              | 117              |                  |
| Середньомісячна швидкість вітру, м/с          | 2.48             | 2.60             | 2.75             | 2.67             | 2.42             | 2.17             | 2.15             | 2.06             | 2.22             | 2.39             | 2.70             | 2.75             |                  |
| Середньомісячна сонячна радіація, кДж/м²·день | 4844             | 7424             | 11011            | 15566            | 19421            | 21669            | 23607            | 20334            | 15031            | 9647             | 5175             | 3975             |                  |
| --------------------------------------------- | ---------------- | ---------------- | ---------------- | ---------------- | ---------------- | ---------------- | ---------------- | ---------------- | ---------------- | ---------------- | ---------------- | ---------------- | ---------------- |
| Джерело:                                      |                  |                  |                  |                  |                  |                  |                  |                  |                  |                  |                  |                  |                  |